# Cruzy-le-Châtel
Cruzy-le-Châtel ist eine französische Gemeinde mit 224 Einwohnern (Stand: 1. Januar 2022) im Département Yonne in der Region Bourgogne-Franche-Comté (vor 2016 Bourgogne); sie gehört zum Arrondissement Avallon und zum Kanton Tonnerrois (bis 2015 Cruzy-le-Châtel).

## Geographie
Cruzy-le-Châtel liegt etwa 48 Kilometer ostnordöstlich von Auxerre. Umgeben wird Cruzy-le-Châtel von den Nachbargemeinden Villon im Norden, Arthonnay im Norden und Nordosten, Channay im Nordosten, Nicey im Osten, Gigny im Südosten, Sennevoy-le-Haut im Süden und Südosten, Gland im Süden, Pimelles im Südwesten, Baon im Westen sowie Rugny im Nordwesten.

## Bevölkerungsentwicklung
| Jahr                      | 1962 | 1968 | 1975 | 1982 | 1990 | 1999 | 2006 | 2013 |
| Einwohner                 | 437  | 423  | 351  | 281  | 274  | 269  | 256  | 285  |
| Quelle: Cassini und INSEE |      |      |      |      |      |      |      |      |

## Sehenswürdigkeiten
- Kirche Sainte-Barthélemy aus dem 18. Jahrhundert, Monument historique seit 1998
- Schloss Maulnes aus dem 16. Jahrhundert, seit 1942 Monument historique

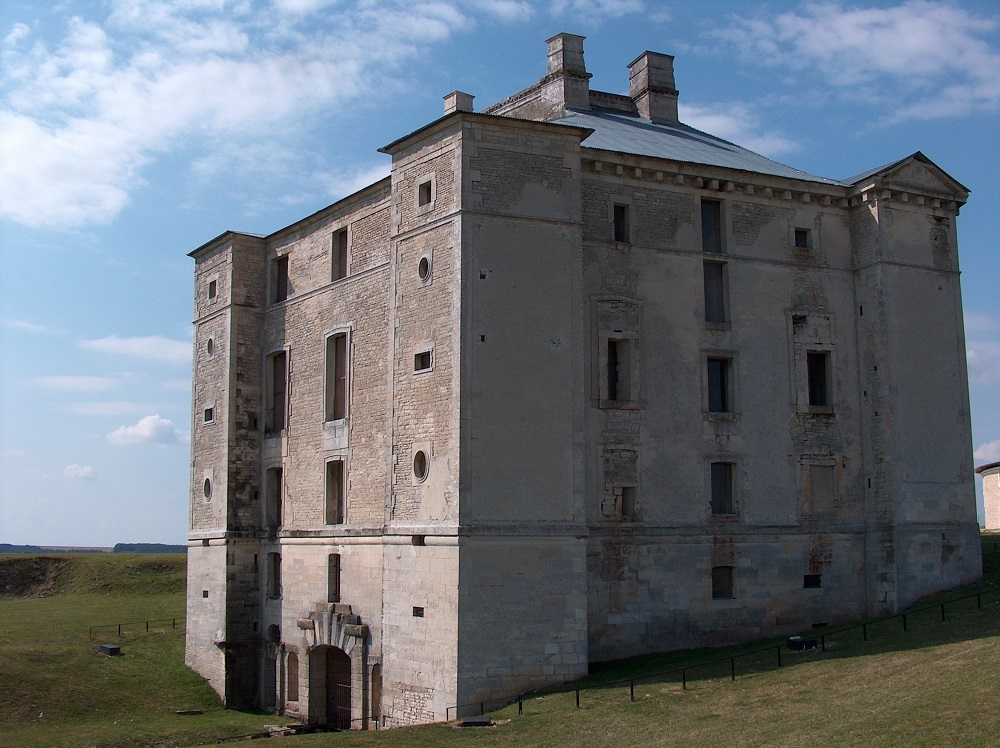
Schloss Maulnes